# Le crescendo

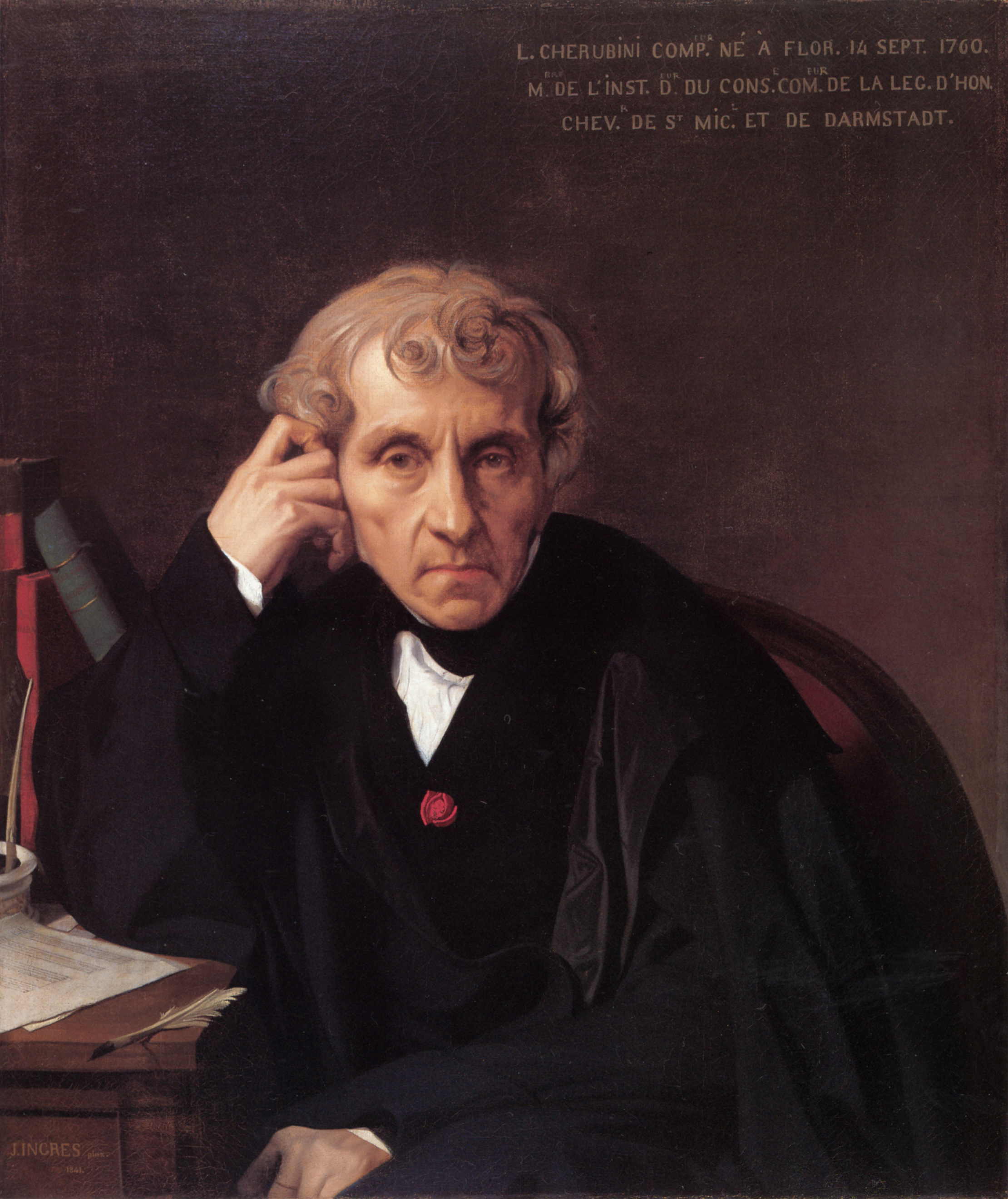
Luigi Cherubini

Le crescendo (Crescendot) är en komisk opera (opéra-buffon imité de l'italien) i en akt med musik av Luigi Cherubini och libretto av Charles Augustin [de Bassompierre] Sewrin.
Librettot bygger på opera buffa L'Angiolina ovvero Il matrimonio per sussurro av Antonio Salieri (Wien 1800) och av Valentino Fioravanti (Lissabon 1803).

## Uppförandehistorik
Operan hade premiär på Opéra-Comique i Salle Feydeau i Paris den 1 september 1810 och framfördes ytterligare nio gånger. Operan sattes åter upp i Salle Favart den 4 juni 1960 av Piccolo Teatro Musicale med Virtuosi di Roma i en bearbetning av Giulio Confolinieri och med regi av Corrado Pavolini, samt dekor och kostymer av Franco Laurenti.

## Personer
| Roller             | Stämma  | Premiärbesättning 1 september 1810 |
| ------------------ | ------- | ---------------------------------- |
| Sophie             | sopran  | Belmont                            |
| Alphonse           | tenor   | Paul                               |
| Kapten Bloum       | baryton | Jean-Pierre Solié                  |
| Philippe           | baryton | Martin                             |
| Major Frankenstein | bas     | Chénard                            |

## Handling
Major Frankenstein önskar gifta sig med Sophie som är brorsdotter till hans granne kapten Bloum. Men majorens brorson Alphonse är också förälskad i flickan. Major Frankenstein tål inte oljud och han är förfärad över ljudnivån vid den bal som hålls för att fira bröllopet. Han står inte ut och övertalar brorsonen att gifta sig med henne i stället. Sophie, som hade planerat allt från början accepterar gladeligen sin nye brudgum.

## Partituret
Partituret till ouvertyr trycktes (Bibliothèque nationale de France, hyllplats L. 2400), och det finns ett handskrivet manuskript av piano-sångstämmorna (Staatsbibliothek zu Berlin, Cherubini arkiv no. 151). Librettot trycktes också (Bibliothèque-Musée de l'Opéra, Paris, Liv. 19 och 132, 1810 edition).